# Technetium-98
Technetium-98 of 98Tc is een onstabiele radioactieve isotoop van technetium, een overgangsmetaal. De isotoop komt van nature niet op Aarde voor.

## Radioactief verval
Technetium-98 bezit een de grootste halveringstijd van alle isotopen van het element: 4,12 miljoen jaar. Het vervalt vrijwel volledig naar de stabiele isotoop ruthenium-98:
{\displaystyle {\ce {{^{98}_{43}Tc}->{^{98}_{44}Ru}+{e^{-}}+{\bar {\nu }}_{e}}}}
De vervalenergie hiervan bedraagt 1796,7 keV. Een verwaarloosbare hoeveelheid vervalt tot de stabiele isotoop molybdeen-98:
{\displaystyle {\ce {{^{98}_{43}Tc}->{^{98}_{42}Mo}+{e^{+}}+{\nu }_{e}}}}
De vervalenergie bedraagt 661,75 keV.
83Tc · 84Tc · 85Tc · 86Tc · 86mTc · 87Tc · 87mTc · 88Tc · 88mTc · 89Tc · 89mTc · 90Tc · 90mTc · 91Tc · 91mTc · 92Tc · 92mTc · 93Tc · 93m1Tc · 93m2Tc · 94Tc · 94mTc · 95Tc · 95mTc · 96Tc · 96mTc · 97Tc · 97mTc · 98Tc · 98mTc · 99Tc · 99mTc · 100Tc · 100m1Tc · 100m2Tc · 101Tc · 101mTc · 102Tc · 102mTc · 103Tc · 104Tc · 104m1Tc · 104m2Tc · 105Tc · 106Tc · 107Tc · 107mTc · 108Tc · 109Tc · 110Tc · 111Tc · 112Tc · 113Tc · 114Tc · 115Tc · 116Tc · 117Tc · 118Tc · 119Tc · 120Tc · 121Tc